# Mala Šipovača
Mala Šipovača är ett samhälle i Bosnien och Hercegovina.   Det ligger i entiteten Federationen Bosnien och Hercegovina, i den södra delen av landet, 100 km sydväst om huvudstaden Sarajevo. Mala Šipovača ligger 99 meter över havet och antalet invånare är 661.
Terrängen runt Mala Šipovača är kuperad. Närmaste större samhälle är Vitina, 7,7 km öster om Mala Šipovača. 
Runt Mala Šipovača är det ganska tätbefolkat, med 90 invånare per kvadratkilometer.